# Fabryka Kirowa
Fabryka Kirowa, poprzednio Zakłady Putiłowskie, Fabryka Putiłowska (ros. Путиловский завод – Putiłowskij zawod, Кировский завод – Kirowskij zawod) – jeden z największych w Imperium Rosyjskim, ZSRR i Rosji producentów maszyn. Zakład produkcyjny znajduje się w Petersburgu (w latach 1924–1991 – Leningradzie).

## Historia
Fabryka założona została w Petersburgu, w Dzielnicy Narwskiej, na bazie fabryki żeliwa przeniesionej na podstawie ukazu cara Pawła I z Kronsztadu. 28 lutego 1801 roku odlano w niej pierwszą armatę, co uznawane jest za datę jej uruchomienia. Początkowo była znana jako Sankt-Petersburski Zakład Odlewniczy (ros. Sankt-Pietierburgskij litiejnyj zawod). Od 1812 roku produkowano tam maszyny parowe. Pierwotny zakład został w znacznym stopniu zniszczony podczas powodzi w 1824 roku, potem odbudowany. Od 1868 roku właścicielem zakładów był rosyjski przedsiębiorca Nikołaj Putiłow, który doprowadził przedsiębiorstwo do wielkiego rozwoju. Od jego nazwiska zakłady wzięły swoją oficjalną nazwę. W zakładzie uruchomiono piec martenowski i walcownię i zorientowano jego profil na produkcję stali, maszyn i środków transportu. W 1874 roku założono spółkę Towarzystwo Akcyjne Zakładów Putiłowskich. W 1900 Fabryka Putiłowska została największym pod względem produkcji przedsiębiorstwem metalurgiczno-maszynowym w Rosji i trzecim co do wielkości w Europie (po Krupp i Armstrong). W latach 1884–1888 dyrektorem przedsiębiorstwa był polski przemysłowiec Ignacy Jasiukowicz, a w latach 1911–1912 polski inżynier Stanisław Łabuński. W 1917 strajki w fabryce przyczyniły się do wybuchu rewolucji lutowej w Rosji. Po 1918 zakłady upaństwowiono. W 1922 nazwę przedsiębiorstwa zmieniono na „Krasnyj Putiłowiec” (Czerwony Putiłowiec, ros. Красный путиловец), a w 1934 na obecną nazwę, na cześć zamordowanego działacza komunistycznego Siergieja Kirowa. Zakład działał także w ograniczonym zakresie podczas II wojny światowej i blokady Leningradu, pod ostrzałem i bombardowaniem niemieckim. Od 1992 roku jest to spółka akcyjna (ros. OAO „Kirowskij zawod”). Jako koncern posiada 32 przedsiębiorstwa–córki.
Zakłady Putiłowskie produkowały stal, żeliwo, różne typy maszyn, w tym uzbrojenie, np. samochody pancerne (Putiłow-Austin), armaty, czołgi (m.in. T-28 i KW-1). Z cywilnej produkcji: turbiny, lokomotywy parowe, wagony, a od końca lat 20. XX w. także tramwaje. Od lat 20. XX wieku istotnym wyrobem stały się ciągniki, począwszy od licencyjnego Fordsona. W 1964 roku Fabryka Kirowa zaczęła produkować ciężkie ciągniki przegubowe Kirowiec (Kirovets). Najpopularniejsze modele to K-700A spotykane często w Polsce.
Od końca XIX wieku Zakłady Putiłowskie zajęły się też budową średniej wielkości okrętów dla floty rosyjskiej, zaczynając od dwóch torpedowców, których stępki położono w 1889 roku na pochylni zbudowanej obok zakładów. Powstał tam między innymi pierwszy rosyjski niszczyciel o napędzie turbinowym „Nowik”, wodowany w 1911 roku. Od 1912 roku produkcją okrętową zajęła się osobno powołana spółka Stocznia Putiłowska.
W kwietniu 1994 roku została założona spółka joint venture „Kirovets-LandTechnik St. Petersburg”, przez JSC „Kirovsky Zavod” i niemiecką spółkę „Doppstadt GmbH”, w celu produkcji samobieżnych sieczkarni E-281 – „Maral-125” w oparciu o niemiecki know-how, które są ulepszonym typem sieczkarni Fortschritt, które były importowane do ZSRR jako E-280/281C.